# Ladislaus Esterházy

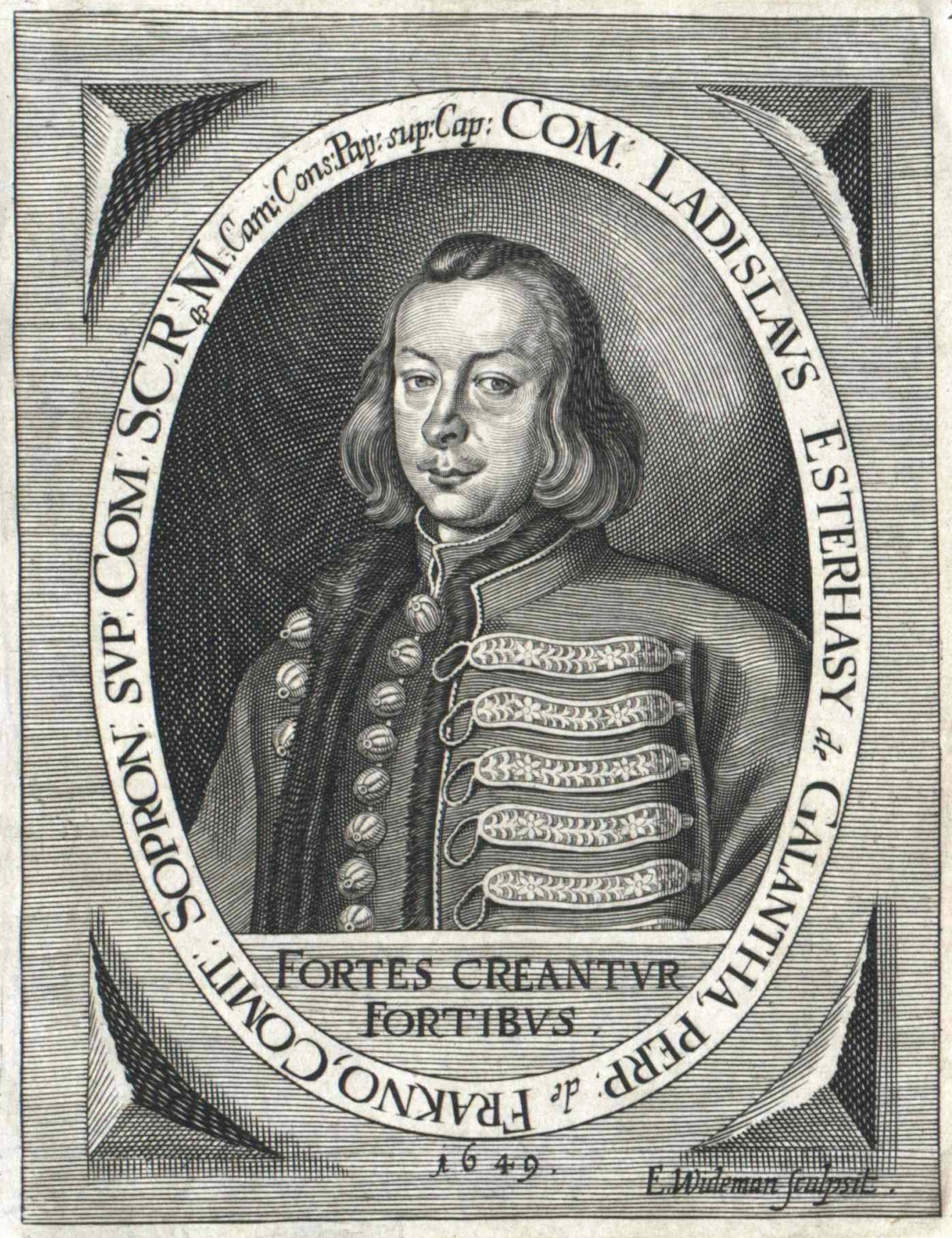
Ladislaus Esterházy Graf von Galánta

Ladislaus Esterházy Graf von Galánta (* 31. Dezember 1626; † 25. oder 26. August 1652 in Vezekény) war ein ungarischer Feldherr in den Türkenkriegen.

## Leben
Graf Ladislaus folgte seinem Vater Graf Nikolaus 1645 als Oberhaupt und Majoratsherr, da sein älterer Bruder Stephan bereits 1641 verstorben war.
In seine Majoratsherrenzeit fällt im Jahr 1649 der endgültige Herrschaftsanspruch auf Eisenstadt, den bereits sein Vater angestrebt hatte. Eisenstadt war diesem 1622 vom Kaiser jedoch nur als Pfand und nicht als Lehen zugeteilt worden. Bereits 1645 hatte Esterházy erste politische Ämter übernommen beispielsweise als Mitglied des Ungarischen Reichstages oder als Nachfolger seines Vaters Obergespan des Komitates Ödenburg.
Der Graf war mit der ungarischen Gräfin Eleonóra Batthyány verheiratet, aber die Ehe blieb kinderlos. 1652 fiel er im Alter von 25 Jahren in der Schlacht von Vezekény (slowakisch: Veľké Vozokany, ungarisch: Nagyvezekény) gegen die Türken.
Militärisch gesehen war diese Schlacht im Krieg des Heiligen Römischen Reiches gegen die Türken auf ungarischem Boden vollkommen unbedeutend. Doch für die Familie Esterházy war es ein tiefer Einschnitt, denn nicht nur das Familienoberhaupt der Forchtensteiner Linie, Graf Ladislaus, sondern auch drei seiner Vettern aus den beiden anderen Linien fielen.
Noch heute erinnern zwei überdimensionale Gemälde (eines die Schlacht und eines die Begräbnisfeierlichkeiten betreffend), sowie zahlreiche andere Erinnerungsstücke (Helme, Brustpanzer …) an die vier Gefallenen aus der Familie Esterházy.
Neues Oberhaupt der Forchtensteiner Linie wurde Graf Paul, sein jüngster Bruder, der als Paul I. als erster Fürst aus der Magnatenfamilie Esterházy in die Geschichte eingehen sollte.